# 라훌 칸나

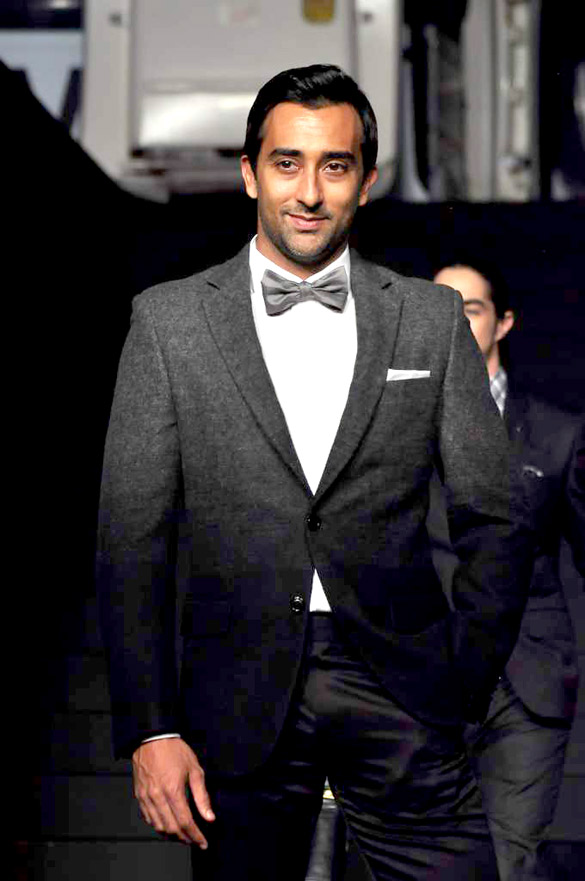

라훌 칸나(Rahul Khanna, 1972년 6월 20일 ~ )는 인도의 배우이다.
뭄바이에서 태어났다.

## 영화
- 웨이크 업 시드 (2009년)
- 러브 아즈 칼 (2009년)
- 타한 - 수류탄을 쥔 소년 (2008년)
- 발리우드 헐리우드 (2002년)
- 엠퍼러스 클럽 (2002년) - 디팍 메타 - 성인 역
- 샌드스톰 (2000년)
- 어스 (1998년)